# Юхкунингуягун
Юхкунингуягун (устар. Юхкун-Ингу-Ягун) — река в России, протекает по Ханты-Мансийскому АО. Устье реки находится в 160 км по левому берегу реки Ингуягун. Длина реки составляет 64 км, площадь водосборного бассейна 388 км².
Имеет правый приток — реку Ай-Юхкунингуягун.

## Данные водного реестра
По данным государственного водного реестра России относится к Верхнеобскому бассейновому округу, водохозяйственный участок реки — Обь от впадения реки Вах до города Нефтеюганск, речной подбассейн реки — Обь ниже Ваха до впадения Иртыша. Речной бассейн реки — (Верхняя) Обь до впадения Иртыша.
Код объекта в государственном водном реестре — 13011100112115200042938.